# Obelus

Três variantes de glifos obelus

Um obelus (plural: obeluses ou obeli) é um termo em codicologia e posteriormente em tipografia que se refere a uma marca de anotação histórica que resolveu três significados modernos:
- Sinal de divisão ÷
- Adaga †
- Sinal de menos comercial ⁒ (área geográfica limitada de uso)

A palavra "obelus" vem de ὀβελός (obelós), a palavra grega antiga para uma vara afiada, espeto ou pilar pontiagudo. Esta é a mesma raiz da palavra 'obelisco'.
Na matemática, o primeiro símbolo é usado principalmente nos países anglófonos para representar a operação matemática da divisão e é chamado de obelus. Na edição de textos, o segundo símbolo, também chamado de punhal †, é utilizado para indicar conteúdo errôneo ou duvidoso; ou como marca de referência ou indicador de nota de rodapé. Também tem outros usos em uma variedade de contextos especializados.

## Use em anotações de texto
O símbolo da adaga moderna originou-se de uma variante do obelus, originalmente representado por uma linha simples −, ou uma linha com um ou dois pontos ⨪ ÷. Representava um espeto de ferro, um dardo ou a ponta afiada de um dardo, simbolizando o espeto ou corte de matéria duvidosa.
Originalmente, uma dessas marcas (ou uma linha simples) era usada em manuscritos antigos para marcar passagens suspeitas de estarem corrompidas ou espúrias; a prática de adicionar tais notas marginais ficou conhecida como obelismo. O símbolo da adaga †, também chamado de obelisco, é derivado do obelus e continua a ser usado para esse fim.[carece de fontes?]
Acredita-se que o obelus tenha sido inventado pelo estudioso homérico Zenódoto de Éfeso, como parte de um sistema de símbolos editoriais. Eles marcaram palavras ou passagens questionáveis ou corruptas em manuscritos dos épicos homéricos. O sistema foi posteriormente refinado por seu aluno Aristófanes de Bizâncio, que primeiro introduziu o asterisco e usou um símbolo semelhante a um ⊤ para um obelus; e finalmente pelo aluno de Aristófanes, por sua vez, Aristarco, de quem ganharam o nome de " símbolos aristárquicos".
Em alguns documentos comerciais e financeiros, especialmente na Alemanha e na Escandinávia, uma variante (U+2052 ⁒ COMMERCIAL MINUS SIGN) é usada nas margens das letras para indicar um anexo, onde o ponto superior às vezes é substituído pelo número correspondente. Na Finlândia, o obelus é usado como um símbolo para uma resposta correta (ao lado da marca de seleção, ✓, que é usada para uma resposta incorreta).

## Na matemática

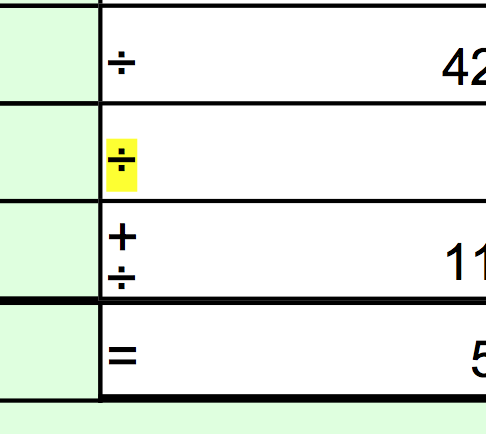
Mais e menos. O obelus – ou sinal de divisão – usado como uma variante do sinal de menos em um trecho de um formulário de declaração comercial norueguês oficial chamado «Næringsoppgave 1» para o ano fiscal de 2010.

A forma do obelus como uma linha horizontal com um ponto acima e um ponto abaixo, ÷, foi usada pela primeira vez como símbolo de divisão pelo matemático suíço Johann Rahn em seu livro Teutsche Algebra em 1659. Isso deu origem ao símbolo matemático moderno ÷, usado em países anglófonos como sinal de divisão. Esse uso, embora difundido em países anglófonos, não é universal nem recomendado: o padrão ISO 80000-2 para notação matemática recomenda apenas o solidus / ou barra de fração para divisão, ou os dois pontos: para proporções; diz que ÷ "não deve ser usado" para divisão.
Esta forma de obelus também foi ocasionalmente usada como um símbolo matemático para subtração no norte da Europa; tal uso continuou em algumas partes da Europa (incluindo a Noruega e, até recentemente, a Dinamarca). Na Itália, Polônia e Rússia, esta notação às vezes é usada na engenharia para denotar uma gama de valores.
Em alguns documentos comerciais e financeiros, especialmente na Alemanha e na Escandinávia, outra forma do obelus – o sinal de menos comercial – é usada para significar um resto negativo de uma operação de divisão.